# Ruben Gado
Ruben Gado (né le 13 décembre 1993 à Saint-Denis de La Réunion) est un athlète français, spécialiste des épreuves combinées.

## Biographie
Licencié au Clermont Athlétisme Auvergne, il est sacré champion de France en salle junior de l'heptathlon et se classe septième du décathlon des championnats du monde juniors 2012. 
En 2015, il participe aux championnats d'Europe espoirs à Tallinn mais est contraint à l'abandon. Il devient par ailleurs champion de France espoir du décathlon.
Il se classe deuxième de l'heptathlon des championnats de France en salle 2016, et troisième du décathlon lors des championnats de France en plein air 2017. En juillet 2017, il décroche une médaille de bronze avec l'équipe de France de décathlon lors des championnats d'Europe par équipes d'épreuves combinées, à Tallinn, en Estonie. Quelques jours plus tard, il remporte la médaille d'argent du décathlon lors des Jeux de la Francophonie se déroulant à Abidjan, en Côte d'Ivoire, et porte son record personnel à 7 839 pts.
En janvier 2018, il franchit pour la première fois de sa carrière les 6 000 points à l'heptathlon en réalisant la performance de 6 014 pts lors d'un match international d'épreuves combinées à Madrid. Il est sélectionné pour les championnats du monde en salle et se classe 7e du concours avec 5 927 pts.
Il remporte le décathlon des Championnats de France 2018, en portant son record personnel au-delà des 8 000 points pour la première fois. Avec ce nouveau record personnel de 8 126 points, il décroche également sa qualification aux championnats d'Europe à Berlin.

## Palmarès

### International
| Date | Compétition                                | Lieu       | Résultat | Épreuve    | Points    |
| ---- | ------------------------------------------ | ---------- | -------- | ---------- | --------- |
| 2012 | Championnats du monde juniors              | Barcelone  | 7e       | Décathlon  | 7 498 pts |
| 2017 | Championnats d'Europe d'épreuves combinées | Tallinn    | 3e       | Décathlon  | 7 548 pts |
| 2017 | Jeux de la Francophonie                    | Abidjan    | 2e       | Décathlon  | 7 839 pts |
| 2018 | Championnats du monde en salle             | Birmingham | 7e       | Heptathlon | 5 927 pts |
| 2018 | Championnats d'Europe                      | Berlin     | 17e      | Décathlon  | 7 137 pts |

### National
- Championnats de France d'athlétisme :
  - Vainqueur du décathlon en 2018

## Records

### Records personnels
| Épreuve           | Performance   | Lieu      | Date              |
| ----------------- | ------------- | --------- | ----------------- |
| 100 m             | 10 s 75       | Talence   | 15 septembre 2018 |
| Saut en longueur  | 7,43 m        | Talence   | 15 septembre 2018 |
| Lancer du poids   | 13,63 m       | Albi      | 6 juillet 2018    |
| Saut en hauteur   | 1,97 m        | Arona     | 3 juin 2017       |
| 400 m             | 47 s 65       | Berlin    | 7 août 2018       |
| 110 m haies       | 14 s 88       | Albi      | 7 juillet 2018    |
| Lancer du disque  | 42,02 m       | Angoulême | 6 juin 2015       |
| Saut à la perche  | 5,32 m        | Arona     | 5 juin 2016       |
| Lancer du javelot | 60,34 m       | Aubière   | 14 mai 2017       |
| 1 500 m           | 4 min 20 s 86 | Albi      | 7 juillet 2018    |
| Décathlon         | 8 126 pts     | Albi      | 7 juillet 2018    |

| Épreuve          | Performance   | Lieu       | Date             |
| ---------------- | ------------- | ---------- | ---------------- |
| 60 mètres        | 6 s 97        | Aubière    | 27 février 2016  |
| Saut en longueur | 7,33 m        | Madrid     | 27 janvier 2018  |
| Lancer du poids  | 13,61 m       | Birmingham | 2 mars 2018      |
| Saut en hauteur  | 2,00 m        | Madrid     | 27 janvier 2018  |
| 60 mètres haies  | 8 s 32        | Lyon       | 1er février 2015 |
| Saut à la perche | 5,35 m        | Aubière    | 22 février 2015  |
| 1 000 mètres     | 2 min 36 s 65 | Reims      | 31 janvier 2016  |
| Heptathlon       | 6 014 pts     | Madrid     | 28 janvier 2018  |

### Meilleures performances par années
| Année | Points    | Date            | Lieu        | Rang |
| ----- | --------- | --------------- | ----------- | ---- |
| 2009  | 4 002 pts | 16 mai 2009     | Saint-Denis | -    |
| 2010  | 6 052 pts | 15 mai 2010     | Saint-Paul  | -    |
| 2011  | 6 807 pts | 21 mai 2011     | Saint-Denis | -    |
| 2012  | 7 498 pts | 11 juillet 2012 | Barcelone   | -    |
| 2013  | 7 323 pts | 12 juillet 2013 | Paris       | 317  |
| 2014  | 7 276 pts | 12 juillet 2014 | Reims       | 378  |
| 2015  | 7 610 pts | 6 juin 2015     | Angoulême   | 166  |
| 2016  | 7 720 pts | 24 juin 2016    | Angers      | 146  |
| 2017  | 7 839 pts | 26 juillet 2017 | Abidjan     | 101  |
| 2018  | 8 126 pts | 7 juillet 2018  | Albi        |      |

| Année | Points    | Date             | Lieu         | Rang |
| ----- | --------- | ---------------- | ------------ | ---- |
| 2010  | 3 607 pts | 6 février 2010   | Aubière      | -    |
| 2011  | 4 969 pts | 26 février 2011  | Val de Reuil | -    |
| 2012  | 5 473 pts | 3 mars 2012      | Metz         | -    |
| 2013  | 5 407 pts | 21 décembre 2013 | Aubière      | 147  |
| 2014  | 5 686 pts | 20 décembre 2014 | Aubière      | 65   |
| 2015  | 5 741 pts | 21 février 2015  | Aubière      | 53   |
| 2016  | 5 829 pts | 27 février 2016  | Aubière      | 37   |
| 2017  | 5 760 pts | 19 février 2017  | Bordeaux     | 65   |
| 2018  | 6 014 pts | 28 janvier 2018  | Madrid       | 14   |